# Mitilanotherium
Mitilanotherium es un género extinto de jiráfido del Plioceno y Pleistoceno en Europa.
Fue un jiráfido de tamaño mediano, parecido al okapi moderno, con dos largos osiconos directamente sobre sus ojos, y las extremidades relativamente largas y delgadas. Los fósiles se han encontrado en Grecia, Rumania, Ucrania y España.

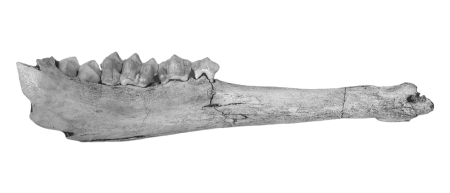
Mnadíbula inferior de Mililanotherium.